# 칸 영화제 남자배우상
칸 영화제의 남자배우상(프랑스어: Prix d'interprétation masculine)은 당해 영화제 경쟁부문 상영작에 출연한 배우 중 최고로 평가받은 남자 주연배우에게 수여하는 상이다. 공식 경쟁부문에 속하는 상이기 때문에 해당 심사위원단이 선정한다. 주,조연 등 배역 비중 상관 없이 경쟁작 내 모든 남배우들이 수상 자격이 있으며, 단체 수상 또한 가능하다. 가장 최근의 수상자는 2025년 칸 영화제에 상영된 《더 시크릿 에이전트》에 출연한 바그네르 모라이다.

## 역사
1946년 칸 영화제에서 신설되었다. 초창기에는 상설부문이 아니어서 1947년, 1953년, 1954년, 1956년, 1960년에는 수여되지 않다가 이후 매년 수여되고 있다. 다만 1948년, 1950년, 2020년에는 영화제가 열리지 않았고, 1968년에는 68 혁명을 지지하는 차원에서 영화제가 진행 도중 중단되는 바람에 수상 기록을 남기지 못했다.
흔히 남우주연상이라고 부르지만, 실제로는 남자배우상으로 취급되어 주연과 조연을 가리지 않고 훌륭한 연기를 펼친 남자배우라면 수상이 가능하다. 또 심사위원단 자체 판단으로 본 상에서 벗어나 한 배우를 특별 언급하기도 한다. 1979년~1981년과 1991년 영화제에서는 "남우조연상"이 따로 수여되었기 때문에 남우주연상이 맞았지만, 남우주연상이 폐지된 현재로선 해당되지 않는 이야기다.
이 때문에 주연 한 명에 그치지 않고 둘 이상의 남자배우에게 수여한 사례가 지금까지 총 4차례 존재한다. 1955년 《대가족》, 1959년 《강박충동》, 1962년 《밤으로의 긴 여로》, 2006년 《영광의 날들》이 바로 그것이다. 특히 《대가족》의 경우 11명이 공동 수상하는 이례적인 기록으로 남아 있다. 남우주연상 최다수상자는 딘 스톡웰, 잭 레먼, 마르첼로 마스트로이안니이며 세 명 모두 2회 수상하였다.

## 수상자 목록
| Indicates the Best Supporting Actor winner | 남우조연상 수상자 |

| 연도     | 배우                    | 배역                       | 제목                                  | 원제 | 주            |
| 1940년대 | 1940년대                | 1940년대                   | 1940년대                              | 1940년대 | 1940년대      |
| -------- | ----------------------- | -------------------------- | ------------------------------------- | --- | ------------- |
| 1946     | 레이 밀랜드             | 돈 버넘                    | 잃어버린 주말                         | The Lost Weekend | [ 1 ]         |
| 1949     | 에드워드 G. 로빈슨      | 지노 모네티                | 이방인의 집                           | House of Strangers | [ 2 ]         |
| 1950년대 |                         |                            |                                       | |               |
| 1951     | 마이클 레드그레이브     | 앤드류 크로커해리스        | 브라우닝 버전                         | The Browning Version | [ 3 ]         |
| 1952     | 말론 브란도             | 에밀리아노 자파타          | 혁명아 자파타                         | Viva Zapata! | [ 4 ]         |
| 1955 [A] | 스펜서 트레이시[B]      | 존 J. 매크리디             | 배드 데이 블랙 록                     | Bad Day at Black Rock | [ 5 ]         |
| 1955 [A] | 세르게이 류카노프[B]    | 마트베이 주르빈            | 대가족                                | Больша́я семья́ A Big Family                                                                                                 | [ 5 ]         |
| 1955 [A] | 보리스 안드레이예프[B]  | 일리야 마트베예비치 주르빈 | 대가족                                | Больша́я семья́ A Big Family                                                                                                 | [ 5 ]         |
| 1955 [A] | 알렉세이 바탈로프[B]    | 알렉세이 주르빈            | 대가족                                | Больша́я семья́ A Big Family                                                                                                 | [ 5 ]         |
| 1955 [A] | 세르게이 쿠릴로프[B]    | 빅토르 주르빈              | 대가족                                | Больша́я семья́ A Big Family                                                                                                 | [ 5 ]         |
| 1955 [A] | 바딤 메드베데프[B]      | 안톤 주르빈                | 대가족                                | Больша́я семья́ A Big Family                                                                                                 | [ 5 ]         |
| 1955 [A] | 보리스 비튜코프[B]      | 코스티야 주르빈            | 대가족                                | Больша́я семья́ A Big Family                                                                                                 | [ 5 ]         |
| 1955 [A] | 니콜라이 그리첸코[B]    | 모임회장                   | 대가족                                | Больша́я семья́ A Big Family                                                                                                 | [ 5 ]         |
| 1955 [A] | 파벨 카도흐니코프[B]    | 스코볼레프                 | 대가족                                | Больша́я семья́ A Big Family                                                                                                 | [ 5 ]         |
| 1955 [A] | 보리스 코코프킨[B]      | 조선소장                   | 대가족                                | Больша́я семья́ A Big Family                                                                                                 | [ 5 ]         |
| 1955 [A] | 니콜라이 세르게프[B]    | 바스마노프                 | 대가족                                | Больша́я семья́ A Big Family                                                                                                 | [ 5 ]         |
| 1957     | 존 키즈밀러             | 짐 병장                    | 평화의 계곡                           | Valley of Peace | [ 6 ]         |
| 1958     | 폴 뉴먼                 | 벤 퀵                      | 길고 긴 여름날                        | The Long, Hot Summer | [ 7 ] [ 8 ]   |
| 1959     | 브래드퍼드 딜먼         | 아티 스트라우스            | 강박충동                              | Compulsion | [ 9 ]         |
| 1959     | 딘 스톡웰               | 주드 스타이너              | 강박충동                              | Compulsion | [ 9 ]         |
| 1959     | 오손 웰스               | 조너선 빌크                | 강박충동                              | Compulsion | [ 9 ]         |
| 1960년대 |                         |                            |                                       | |               |
| 1961     | 앤서니 퍼킨스           | 필립 반 더 베쉬            | 이수                                  | Goodbye Again | [ 10 ]        |
| 1962     | 머레이 멀빈[C]          | 제프리 잉만                | 꿀맛                                  | A Taste of Honey | [ 11 ] [ 12 ] |
| 1962     | 랄프 리처드슨[C]        | 제임스 타이런              | 밤으로의 긴 여로                      | Long Day's Journey into Night                                                                                              | [ 11 ] [ 12 ] |
| 1962     | 제이슨 로버즈[C]        | 제임스 타이런 주니어       | 밤으로의 긴 여로                      | Long Day's Journey into Night                                                                                              | [ 11 ] [ 12 ] |
| 1962     | 딘 스톡웰[C]            | 에드먼드 타이런            | 밤으로의 긴 여로                      | Long Day's Journey into Night                                                                                              | [ 11 ] [ 12 ] |
| 1963     | 리처드 해리스           | 프랭크 머친                | 욕망의 끝                             | This Sporting Life | [ 13 ]        |
| 1964     | 파게르 언털             | 바이카이 아코스            | 드라마 오브 더 라크                   | Pacsirta Drama of the Lark                                                                                                 | [ 14 ]        |
| 1964     | 사로 우르치             | 돈 빈센초 아스칼로네       | 유혹당하고 버림받다                   | Sedotta e abbandonata Seduced and Abandoned                                                                                | [ 14 ]        |
| 1965     | 테런스 스탬프           | 프레디 클레그              | 수집가                                | The Collector | [ 15 ]        |
| 1966     | 페르 오스카르손         | 폰투스                     | 기아                                  | Sult Hunger | [ 16 ]        |
| 1967     | 오데드 코틀러           | 엘리                       | 사흘과 아이                           | שלושה ימים וילד Three Days and A Child                                                                                     | [ 17 ]        |
| 1969     | 장루이 트랭티냥         | 수사판사                   | 제트                                  | Z | [ 18 ]        |
| 1970년대 |                         |                            |                                       | |               |
| 1970     | 마르첼로 마스트로이안니 | 오레스테 나르디            | 질투의 드라마                         | Dramma della gelosia (tutti i particolari in cronaca) The Pizza Triangle                                                   | [ 19 ]        |
| 1971     | 리카르도 쿠치올라       | 니콜라 사코                | 사코 & 반젯티                         | Sacco e Vanzetti | [ 20 ]        |
| 1972     | 장 얀                   | 장                         | 우리는 함께 늙지 않는다               | Nous ne vieillirons pas ensemble We Won't Grow Old Together                                                                | [ 21 ]        |
| 1973     | 잔카를로 잔니니         | 안토니오 소피안티니        | 러브 앤 아나키                        | Film d'amore e d'anarchia, ovvero: stamattina alle 10, in via dei Fiori, nella nota casa di tolleranza... Love and Anarchy | [ 22 ]        |
| 1974     | 잭 니콜슨               | 빌리 L. 버더스키           | 마지막 지령                           | The Last Detail | [ 23 ]        |
| 1975     | 비토리오 가스만         | 파우스토 콘솔로            | 여인의 향기                           | Profumo di donna Scent of a Woman                                                                                          | [ 24 ]        |
| 1976     | 호세 루이스 고메스      | 파스쿠알 두아르테          | 파스쿠알 두아르테                     | Pascual Duarte | [ 25 ]        |
| 1977     | 페르난도 레이           | 루이스                     | 엘리사, 내 사랑                       | Elisa, vida mía | [ 26 ]        |
| 1978     | 존 보이트               | 루크 마틴                  | 귀향                                  | Coming Home | [ 27 ]        |
| 1979     | 잭 레먼                 | 잭 고델                    | 차이나 신드롬                         | The China Syndrome | [ 28 ] [ 29 ] |
| 1979     | 스테파노 마디아         | 마르코 밀로차              | 디어 파더                             | Caro papà Dear Father | [ 28 ] [ 29 ] |
| 1980년대 |                         |                            |                                       | |               |
| 1980     | 미셸 피콜리             | 마우로 폰티첼리            | 리프 인 더 다크                       | Salto nel vuoto A Leap in the Dark                                                                                         | [ 30 ] [ 31 ] |
| 1980     | 잭 톰슨                 | J.F. 토머스 소령           | 파괴자 모랜트                         | Breaker Morant | [ 30 ] [ 31 ] |
| 1981     | 우고 토냐치             | 프리모 스파자리            | 바보같은 자의 비극                    | La tragedia di un uomo ridicolo Tragedy of a Ridiculous Man                                                                | [ 32 ] [ 33 ] |
| 1981     | 이언 홈                 | 샘 무사비니                | 불의 전차                             | Chariots of Fire | [ 32 ] [ 33 ] |
| 1982     | 잭 레먼                 | 에드먼드 호맨              | 의문의 실종                           | Missing | [ 34 ]        |
| 1983     | 잔 마리아 볼론테        | 베르나르드 폰타나          | 마리오 리치의 죽음                    | La mort de Mario Ricci The Death of Mario Ricci                                                                            | [ 35 ]        |
| 1984     | 알프레도 란다           | 파코 엘 바호               | 몽상가들                              | Los santos inocentes The Holy Innocents                                                                                    | [ 36 ]        |
| 1984     | 프란시스코 라발         | 아사리아스                 | 몽상가들                              | Los santos inocentes The Holy Innocents                                                                                    | [ 36 ]        |
| 1985     | 윌리엄 허트             | 루이스 몰리나              | 거미 여인의 키스                      | Kiss of the Spider Woman                                                                                                   | [ 37 ]        |
| 1986     | 미셸 블랑               | 앙투안                     | 이브닝 드레스                         | Tenue de soiée | [ 38 ]        |
| 1986     | 밥 호스킨스             | 조지                       | 모나리자                              | Mona Lisa | [ 38 ]        |
| 1987     | 마르첼로 마스트로이안니 | 로마노                     | 검은 눈동자                           | Oci ciornie Dark Eyes | [ 39 ]        |
| 1988     | 포리스트 휘터커         | 찰리 버드 파커             | 버드                                  | Bird | [ 40 ]        |
| 1989     | 제임스 스페이더         | 그레이엄 달튼              | 섹스 거짓말 그리고 비디오테이프       | Sex, Lies, and Videotape                                                                                                   | [ 41 ]        |
| 1990년대 |                         |                            |                                       | |               |
| 1990     | 제라르 드파르디외       | 시라노 드 베르주라크       | 시라노                                | Cyrano de Bergerac | [ 42 ]        |
| 1991     | 존 터투로               | 바톤 핑크                  | 바톤 핑크                             | Barton Fink | [ 43 ]        |
| 1991     | 새뮤얼 L. 잭슨          | 게이터 퓨리파이            | 정글 피버                             | Jungle Fever | [ 43 ]        |
| 1992     | 팀 로빈스               | 그리핀 밀                  | 플레이어                              | The Player | [ 44 ]        |
| 1993     | 데이비드 슐리스         | 조                         | 네이키드                              | Naked | [ 45 ]        |
| 1994     | 거유                    | 푸구이                     | 인생                                  | 活着 To Live | [ 46 ]        |
| 1995     | 조너선 프라이스         | 리턴 스트래치              | 캐링턴                                | Carrington | [ 47 ]        |
| 1996     | 다니엘 오퇴유           | 해리                       | 제8요일                               | Le huitième jour The Eighth Day                                                                                            | [ 48 ]        |
| 1996     | 파스칼 뒤켄             | 조지                       | 제8요일                               | Le huitième jour The Eighth Day                                                                                            | [ 48 ]        |
| 1997     | 숀 펜                   | 에디 퀸                    | 더 홀                                 | She's So Lovely | [ 49 ]        |
| 1998     | 피터 멀런               | 조 캐버너                  | 내 이름은 조                          | My Name is Joe | [ 50 ]        |
| 1999     | 에마뉘엘 쇼테           | 파라옹 드 윙테르           | 휴머니티                              | L'humanité | [ 51 ]        |
| 2000년대 |                         |                            |                                       | |               |
| 2000     | 양조위                  | 주모운                     | 화양연화                              | 花樣年華 In the Mood for Love                                                                                              | [ 52 ]        |
| 2001     | 브누아 마지멜           | 발터 클레머                | 피아니스트                            | La Pianiste The Piano Teacher                                                                                              | [ 53 ]        |
| 2002     | 올리비에 구르메         | 올리비에                   | 아들                                  | Le Fils The Son | [ 54 ]        |
| 2003     | 무자페르 외즈데미르     | 마흐무트                   | 우작                                  | Uzak | [ 55 ]        |
| 2003     | 메흐메트 에민 토프라크  | 유수프                     | 우작                                  | Uzak | [ 55 ]        |
| 2004     | 야기라 유야             | 후쿠시마 아키라            | 아무도 모른다                         | 誰も知らない Nobody Knows                                                                                                  | [ 56 ]        |
| 2005     | 토미 리 존스            | 피터 퍼킨스                | 멜키아데스 에스트라다의 세번의 장례식 | The Three Burials of Melquiades Estrada                                                                                    | [ 57 ]        |
| 2006     | 로쉬디 젬               | 메수드 수니                | 영광의 날들                           | Indigènes Days of Glory | [ 58 ]        |
| 2006     | 베르나르 블랑칸         | 병장 로저 마르티네스       | 영광의 날들                           | Indigènes Days of Glory | [ 58 ]        |
| 2006     | 자멜 드부즈             | 사이드 오트마리            | 영광의 날들                           | Indigènes Days of Glory | [ 58 ]        |
| 2006     | 사미 나세리             | 야시르                     | 영광의 날들                           | Indigènes Days of Glory | [ 58 ]        |
| 2006     | 사미 부아질라           | 아브델카데르               | 영광의 날들                           | Indigènes Days of Glory | [ 58 ]        |
| 2007     | 콘스탄틴 라브로넨코     | 알렉스                     | 추방                                  | Изгнание The Banishment | [ 59 ]        |
| 2008     | 베니시오 델 토로        | 에르네스토 체 게바라       | 체 게바라                             | Che | [ 60 ]        |
| 2009     | 크리스토프 발츠         | 한스 란다                  | 바스터즈: 거친 녀석들                 | Inglourious Basterds | [ 61 ]        |
| 2010년대 |                         |                            |                                       | |               |
| 2010     | 하비에르 바르뎀         | 우스발                     | 비우티풀                              | Biutiful | [ 62 ]        |
| 2010     | 엘리오 제르마노         | 클라우디오                 | 우리의 인생                           | La nostra vita | [ 62 ]        |
| 2011     | 장 뒤자르댕             | 조지 발렌타인              | 아티스트                              | The Artist | [ 63 ]        |
| 2012     | 마스 미켈센             | 루카스                     | 더 헌트                               | Jagten The Hunt | [ 64 ]        |
| 2013     | 브루스 던               | 우디 그랜트                | 네브래스카                            | Nebraska | [ 65 ]        |
| 2014     | 티머시 스폴             | J. M. W. 터너              | 미스터 터너                           | Mr. Turner | [ 66 ]        |
| 2015     | 뱅상 랭동               | 티에리 타구르도            | 아버지의 초상                         | La Loi du marché The Measure of a Man                                                                                      | [ 67 ]        |
| 2016     | 사하브 호세이니         | 에마드                     | 세일즈맨                              | فروشنده The Salesman | [ 68 ]        |
| 2017     | 호아킨 피닉스           | 조                         | 너는 여기에 없었다                    | You Were Never Really Here                                                                                                 | [ 69 ]        |
| 2018     | 마르첼로 폰테           | 마르첼로                   | 도그맨                                | Dogman | [ 70 ]        |
| 2019     | 안토니오 반데라스       | 살바도르 마요              | 페인 앤 글로리                        | Dolor y gloriaPain and Glory                                                                                               | [ 71 ]        |
| 2020년대 |                         |                            |                                       | |               |
| 2021     | 케일럽 랜드리 존스      | 마틴 브라이언트            | 니트람                                | Nitram | [ 72 ]        |
| 2022     | 송강호                  | 상현                       | 브로커                                | 브로커 Broker | [ 73 ]        |
| 2023     | 야쿠쇼 코지             | 히라야마                   | 퍼펙트 데이즈                         | Perfect Days |               |

## 다회 수상자
다음은 칸 영화제 남자배우상 다회수상자 목록이다.
| 수상횟수 | 배우                    | 국적     | 수상작                                       |
| -------- | ----------------------- | -------- | -------------------------------------------- |
| 2회      | 딘 스톡웰               | 미국     | 강박충동 (1959년), 밤으로의 긴 여로 (1962년) |
| 2회      | 잭 레먼                 | 미국     | 차이나 신드롬 (1979년), 의문의 실종 (1982년) |
| 2회      | 마르첼로 마스트로이안니 | 이탈리아 | 질투의 드라마 (1970년), 검은 눈동자 (1987년) |

## 내용주
A^ : 이 해는 남녀 구분 없이 '연기상' (Prix d'Interpretation)으로 전환되었다.
B^ : 미국 영화 《배드 데이 블랙 록》의 스펜서 트레이시와 더불어 소련 영화 《대가족》 (Больша́я семья́)의 출연진 전체가 공동 수상하였다.
C^ : 이 해에는 '주목할 만한 시선 최고상' (Prix Le Premier Regard - Un Certain Regard)이라는 이름으로 《밤으로의 긴 여로》와 《꿀맛》의 남녀 주연 배우가 모두 수상하였다.